# Universität Kanazawa

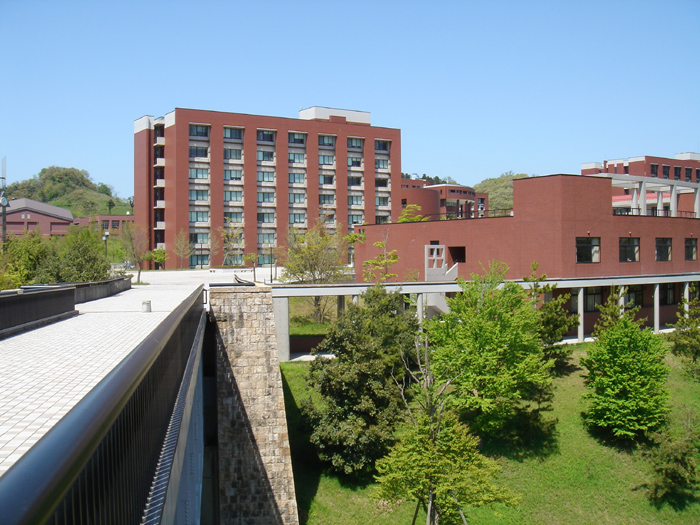
Kakuma-Campus

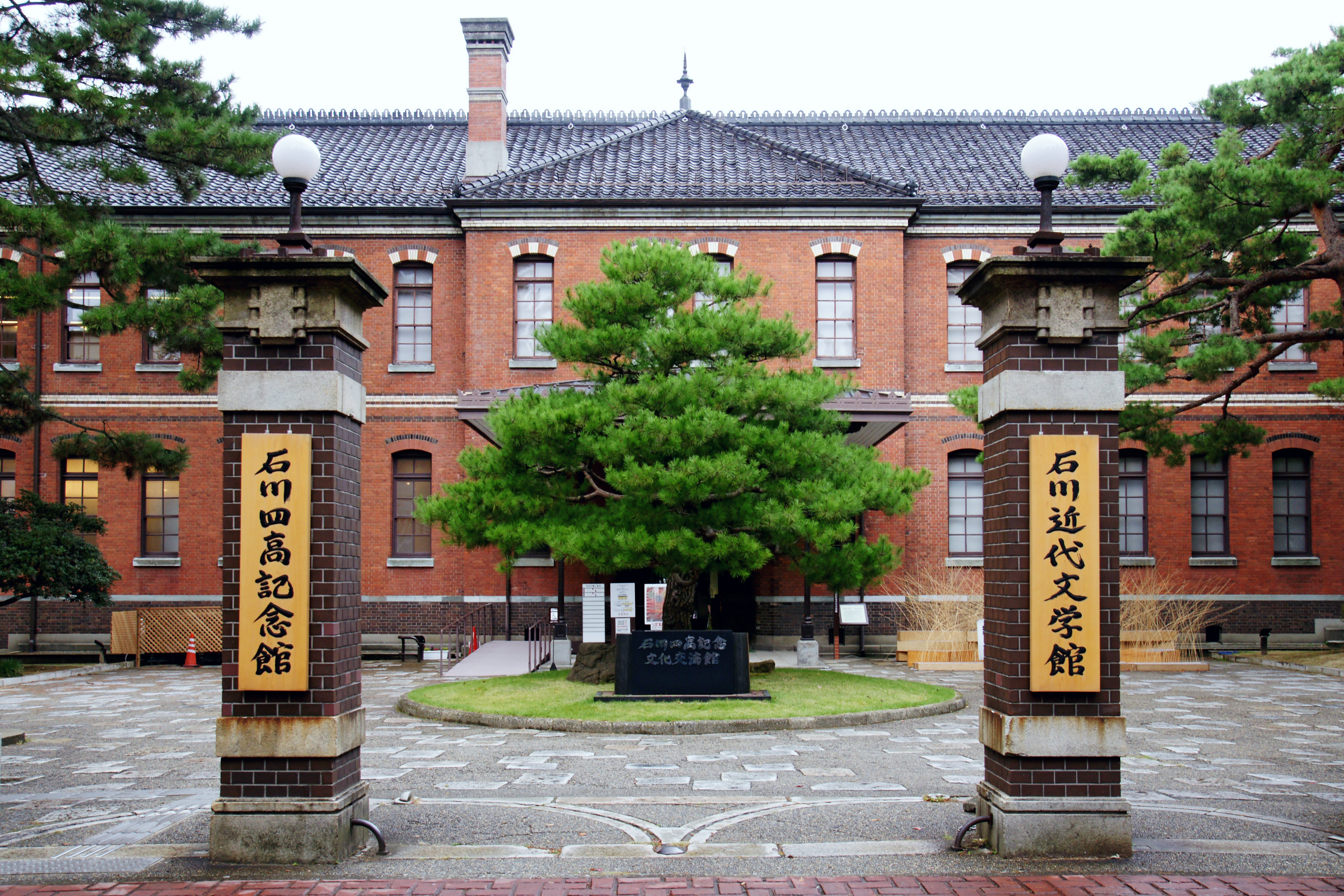
Präfekturales Gedenkmuseum der Vierten Oberschule (ihr ehemaliges Hauptgebäude)

Die Universität Kanazawa (jap. 金沢大学, Kanazawa daigaku, kurz: Kindai (金大)) ist eine staatliche Universität in Japan. Der Hauptcampus liegt in Kakuma-machi, Kanazawa in der Präfektur Ishikawa.

## Geschichte
Die Universität wurde 1862 als Anstalt für Pockenimpfung (種痘所, Shutō-sho) von Kaga-Han gegründet. 1876 wurde sie eine medizinische Schule von der Präfektur Ishikawa. 1887 wurde sie zur Medizinischen Fakultät der staatlichen Vierten Höheren Mittelschule (第四高等中学校医学部, Dai-shi kōtō chūgakkō igakubu) und 1894 dann zur Medizinischen Fakultät der staatlichen Vierten Oberschule (第四高等学校医学部, Dai-shi kōtō gakkō igakubu).
1901 entwickelte sie sich zur Medizinischen Fachschule Kanazawa (金沢医学専門学校, Kanazawa igaku semmon gakkō) und 1923 dann zur Medizinischen Hochschule Kanazawa (金沢医科大学, Kanazawa ika daigaku). Seit 1905 ist der Takaramachi-Tsuruma-Campus der Sitz des Klinikums.
Die Präfektur- und Stadtverwaltungen wollten die Kaiserliche Universität zu Kanazawa erhalten (die Medizinische Hochschule als ihr medizinische Fakultät); die staatliche Universität wurde aber nicht vor dem Pazifikkrieg realisiert.
1949 wurde die Universität Kanazawa durch den Zusammenschluss der Medizinischen Hochschule Kanazawa und fünf staatlichen Fachschulen:
- die Vierte Oberschule (第四高等学校, Dai-shi kōtō gakkō, gegründet 1887),
- die Normalschule Ishikawa (石川師範学校, Ishikawa shihan gakkō, gegründet 1874),
- die Jugend-Normalschule Ishikawa (石川青年師範学校, Ishikawa seinen shihan gakkō, gegründet 1918),
- die Höhere Normalschule Kanazawa (金沢高等師範学校, Kanazawa kōtō shihan gakkō, gegründet 1944) und
- das Technikum Kanazawa (金沢工業専門学校, Kanazawa kōgyō semmon gakkō, gegründet 1920).

Das ehemalige Hauptgebäude der Vierten Oberschule (gebaut 1891) dauert als Gedenkmuseum der Vierten Oberschule (石川四高記念文化交流館, 36° 33′ 45″ N, 136° 39′ 20,7″ O).
Der Hauptcampus der Universität Kanazawa lag zuerst in der ehemaligen Burg Kanazawa. 1989 wurde der größere Kakuma-Campus eröffnet und 1994 zog der Hauptsitz in den neuen Campus um.

## Fakultäten
2008 wurden die früheren 8 Fakultäten zu den 3 Colleges (学域, gakuiki) reorganisiert.
- Kakuma-Campus (36° 32′ 47,1″ N, 136° 42′ 31,5″ OKoordinaten: 36° 32′ 47,1″ N, 136° 42′ 31,5″ O):
  - College für Human- und Sozialwissenschaften
    - frühere Fakultät für Geisteswissenschaften
    - frühere Fakultät für Pädagogik
    - frühere Fakultät für Rechtswissenschaft
    - frühere Fakultät für Wirtschaftswissenschaften

  - College für Natur- und Ingenieurwissenschaften
    - frühere Fakultät für Naturwissenschaften
    - frühere Fakultät für Ingenieurwissenschaften

  - College für Medizin, Pharmazie und Gesundheitswissenschaften
    - frühere Fakultät für Pharmazie
- Takaramachi-Tsuruma-Campus (36° 33′ 20,8″ N, 136° 40′ 27,2″ O):
  - College für Medizin, Pharmazie und Gesundheitswissenschaften
    - frühere Fakultät für Medizin